# Patrick Pflücke
Patrick Pflücke (Drezda, 1996. november 30. –) német korosztályos válogatott labdarúgó, a belga KV Mechelen középpályása.

## Pályafutása

### Klubcsapatokban
Pflücke a németországi Drezda városában született. Az ifjúsági pályafutását a helyi Borea Dresden és a Dynamo Dresden csapatában kezdte, majd a Mainz 05 akadémiájánál folytatta.
2014-ben mutatkozott be a Mainz tartalékkeretében. 2017-ben a Borussia Dortmund II, majd 2018-ban az Uerdingen szerződtette. 2020-ban a holland másodosztályban szereplő Rodához igazolt. 2022. július 1-jén kétéves szerződést kötött a svájci első osztályban érdekelt Servette együttesével. Először a 2022. július 17-ei, St. Gallen ellen 1–0-ra megnyert mérkőzésen lépett pályára. Első gólját 2022. augusztus 6-án, a Winterthur ellen hazai pályán 1–0-ás győzelemmel zárult találkozón szerezte meg.
2023 augusztusában a belga KV Mechelen szerződtette.

### A válogatottban
Pflück az U15-ös, az U16-os, az U17-es és az U19-es korosztályú válogatottakban is képviselte Németországot.

## Statisztika
2023. május 29. szerint
| Klub      | Szezon   | Osztály            | Bajnokság | Bajnokság | Kupa és ligakupa | Kupa és ligakupa | Nemzetközi | Nemzetközi | Összesen | Összesen |
| Klub      | Szezon   | Osztály            | Meccs     | Gól       | Meccs            | Gól              | Meccs      | Gól        | Meccs    | Gól      |
| --------- | -------- | ------------------ | --------- | --------- | ---------------- | ---------------- | ---------- | ---------- | -------- | -------- |
| Uerdingen | 2018–19  | 3. Liga            | 19        | 1         | 0                | 0                | —          | —          | 19       | 1        |
| Uerdingen | 2019–20  | 3. Liga            | 25        | 1         | 0                | 0                | —          | —          | 25       | 1        |
| Uerdingen | Összesen | Összesen           | 44        | 2         | 0                | 0                | 0          | 0          | 44       | 2        |
| Roda      | 2020–21  | Eerste Divisie     | 35        | 12        | 1                | 0                | —          | —          | 36       | 12       |
| Roda      | 2021–22  | Eerste Divisie     | 40        | 14        | 2                | 0                | —          | —          | 42       | 14       |
| Roda      | Összesen | Összesen           | 75        | 26        | 3                | 0                | 0          | 0          | 78       | 26       |
| Servette  | 2022–23  | Swiss Super League | 36        | 6         | 5                | 3                | —          | —          | 41       | 9        |
| Összesen  | Összesen | Összesen           | 155       | 34        | 8                | 3                | 0          | 0          | 163      | 37       |

## Sikerei, díjai
Servette
- Swiss Super League
  - Ezüstérmes (1): 2022–23